# UFC on Fox: Ли vs. Яквинта 2
UFC on Fox: Ли vs. Яквинта 2 (также известно как UFC on Fox 31) - турнир по смешанным единоборствам, организованным Untimate Fighting Championship, которое состоялось 15 декабря 2018 года на форуме Fizerv в городе Милуоки (Висконсин)

В главном бою вечера Эл Яквинта победил Кевина Ли единогласным решением судей

## Подготовка турнира
Матч-реванш между бывшим претендентом на временный титул Кевином Ли и Эл Яквинтой стал хедлайнером мероприятия. В первом их бою который был в феврале 2014 года на UFC 169 тогда Эл Яквинта победил Кевина Ли единогласным решением.
Ожидалось что Дуэнт Грант встретится с Эриком Кохом в полусреднем весе, но стало известно что Эрик Кох снялся по нераскрытым причинам и был заменен Заком Оттоу.
Ожидалось, что на мероприятии состоится женский бой в наилегчайшем весе между Джессикой-Роуз Кларк и Андреа Ли. Однако Андреа Ли снялась с боя из-за проблемы с весогонкой и врачи признали ее непригодной для соревнования. В результате их бой был отменен

## Результат турнира
| Бой | Весовая категория | Участники и результаты боя | Участники и результаты боя | Участники и результаты боя | Способ победы                                | Раунд | Время | Рефери в ринге | Прим.              |
| --- | ----------------- | -------------------------- | -------------------------- | -------------------------- | -------------------------------------------- | ----- | ----- | -------------- | ------------------ |
| 12  | Легкий вес        | Эл Яквинта                 | поб.                       | Кевин Ли                   | Единогласное решение (48-47, 48-47, 49-46)   | 5     | 5:00  | Кит Питерсон   | Выступление вечера |
| 11  | Легкий вес        | Эдсон Барбоза              | поб.                       | Дэн Хукер                  | Нокаут (удар по корпусу)                     | 3     | 2:19  | Роб Хиндс      |                    |
| 10  | Легчайший вес     | Роб Фонт                   | поб.                       | Серхио Петтис              | Единогласное решение (30-27, 30-27, 30-27)   | 3     | 5:00  | Роб Мадригал   | Выступление вечера |
| 9   | Легкий вес        | Чарльз Оливейра            | поб.                       | Джим Миллер                | Сабмишном (удушение сзади)                   | 1     | 1:15  | Кит Питерсон   |                    |
| 8   | Полусредний вес   | Зак Оттоу                  | поб.                       | Дуант Грант                | Раздельное решение (28-29, 29-28, 29-28)     | 3     | 5:00  | Роб Хиндс      |                    |
| 7   | Легкий вес        | Драккар Клозе              | поб.                       | Бобби Грин                 | Единогласное решение (29-28, 29-28, 29-28)   | 3     | 5:00  | Кит Питерсон   |                    |
| 6   | Легкий вес        | Хоаким Силва               | поб.                       | Джаред Гордон              | Нокаут (удары)                               | 3     | 2:39  | Роб Хиндс      | Бой вечера         |
| 5   | Средний вес       | Джек Херманнсон            | поб.                       | Джеральд Мершарт           | Сабмишном (удушение гильотиной)              | 1     | 4:25  | Роб Мадригал   |                    |
| 4   | Средний вес       | Зак Каммингс               | поб.                       | Тревор Смит                | Единогласное решение (29-28, 29-28, 29-28)   | 3     | 5:00  | Кит Питерсон   |                    |
| 3   | Полулегкий вес    | Дэн Иге                    | поб.                       | Джордан Гриффин            | Единогласное решение (29-28, 29-28, 29-28)   | 3     | 5:00  | Джо Фипп       |                    |
| 2   | Полутяжелый вес   | Майк Родригез              | поб.                       | Адам Милстид               | Технический нокаут (удар коленом по корпусу) | 1     | 2:59  | Роб Хиндс      |                    |
| 1   | Тяжелый вес       | Хуан Адамс                 | поб.                       | Крис де ла Роча            | Технический нокаут (удары)                   | 3     | 0:58  | Джо Фипп       |                    |

## Награды
- Бой вечера: Хоаким Силва vs Джаред Гордон
- Выступление вечера: Эл Яквинта и Чарльз Оливейра